# Marian Czura
Marian Czura (ur. 1949 w Groszowicach koło Opola) – polski reżyser, autor, operator i malarz, od 1988 roku mieszka w Darmstadt.

## Życiorys
Marian Czura studiował filozofię, teologię, malarstwo, psychologię i film w Opolu, Nysie, Warszawie, Amsterdamie i Frankfurcie. Miał wiele wystaw w kraju i za granicą. Działalność filmowa przede wszystkim w Niemczech, ale także w Polsce, USA, Australii, Tanzanii, Papui-Nowej Gwinei, Kenii, etc. Został wykładowcą na niemieckich uczelniach m.in. od 1979 do 1982 Deutsche Film- und Fernsehakademie w Berlinie (dffb), od 1998 do 2002 na Hochschule für Gestaltung w Offenbach i od 2005 w na Internationale Film Fernseh und Musik Akademie (IFFMA) w Monachium. Uzyskał stopień docenta.

## Filmografia

### Filmy fabularne (wybór)
- Als ging' Euch das nichts an, reżyseria, operator
- Stone Coming, reż. Norman Brook, operator
- Marianne findet ihr Glück, reż. Norman Brook, operator
- Krautsand, reż. Hanna-Laura Klaar, operator
- Flußgeschichten, reż. Arendt Agthe, operator
- Kassensturz, reż. Rolf Silber, operator
- Die Enkel von Annaberg reż. Klaus Gietinger,operator, współpraca reżaserska, reżyseria, scenariusz, montaż
- Daheim sterben die Leut' (1985), reż. Leo Hiemer i Klaus Gietinger, operator, montaż
- Schön war die Zeit (1988), reż. Leo Hiemer i Klaus Gietinger, operator, współpraca scenopisarska
- Morele w koszyku (niem. Aprikosen im Korb , 1992) reż. Takis Touliatos, operator
- Leni (niem. Leni muss fort, 1996), reż. Leo Hiemer (1996), operator
- Komm wir träumen (2003), reż. Leo Hiemer (1996), operator

### Filmy dokumentalne, krótkometrażowe (wybór)
- filmy eksperymentalne z Ensemble 70 do muzyki Volkera Davida Kirchnera, Mauricio Kagela, Romana Haubenstock-Ramatiego i innych, autor i reżyser
- Land der Räuber und Gendarmen, operator
- Manolis Drossos, reż. Reno Winte, operator
- siedem filmów dokumentalnych na obszarze Afryki i Oceanii (Tanzania, Kenia, Papua-Nowa Gwinea, Australia), reż. Gerhard Wahl, współautor, operator, montaż
- Życie tańcem pisane (niem. Er tanzte das Leben, 2003), autor, reżyser, operator
- Beutekameraden (2003), autor, reżyser, montaż
- Klang der Seele (2008)
- Hirnbein. Auf den Spuren des Allgäu-Pioniers, reż. Leo Hiemer, produkcja

## Wyróżnienia i nagrody
- Daheim sterben die Leut' (1985) – nagroda „Złoty Jednorożec” na festiwalu Alpinale w Bludenz, nominacja do Niemieckiej Nagrody Filmowej
- Schön war die Zeit (1988) – nagroda specjalna jury festiwalu w Gijón
- Morele w koszyku' (1985) – Grecka Nagroda Narodowa w Salonikach za najlepszy film i najlepszy scenariusz
- Leni (1997) – kilka nagród niemieckich i międzynarodowych